# Метличасти шушуљак
Метличасти шушуљак или шлајер (лат. Gypsophila paniculata) је врста која припада фамилији Caryophyllaceae. Род Gypsophila 
обухвата око 150 врста од којих су четири заступљене на територији Републике Србији. Име Gypsophila потиче од речи гипс (грч. gypso) и волети (грч. phyla) што указује да преферира карбонатну подлогу, док име врсте потиче од речи метличаст (лат. paniculatus) што указује на изглед цвасти. Врста је Правилником о проглашењу и заштити строго заштићених и заштићених дивљих врста биљака, животиња и гљива, проглашена као заштићена врста на територији Републике Србије.
Шлајер је вишегодишња биљка, сивкастоплавичаста, лоптастог хабитуса, до 90 cm висока. Поседује јак, дебео, вертикалан ризом дужине и преко 1 m. Стабљика широко метличасто граната, усправна, а после цветања при основи сува и крта. Листови су наспрамни, ланцетасти, седећи и без длака, са јасно израженим средњим нервом. Доњи листови суви током периода цветања. Цваст је јако гранати дихазијум (гроњасти дихазијум) са великим бројем цветова. Брактеје са белим ободом. Чашица је беличаста, са зеленим ребрима и јајастим зупцима ко су заобљени и имају широк кожасти обод. Крунични листићи су бели или ружичасти, до два пута дужи од чашице. Прашници и стубићи дужи од крунице. Цвета од јуна до августа. Плод је широко објајаста чахура која је дужа од чашице.
Природни ареал врсте обухвата источне делове централне Европе, Панонску низију, Влашку низију, Добруџу, Бесарабију, степе у Украјини и Русији. Сматра се да је унета у Северну Америку пре 1890. године као украсна врста, а од тада долази до њеног ширења по целој Северној Америци.
У Србији врста је забележена у Суботичкој пешчари, Тителском брегу, Фрушкој гори, Делиблатској пешчари, Пожеженској пешчари, Кладовској пешчари.